# Poder Laboral
Poder Laboral, también denominado PL, es un partido político de Venezuela que forma parte del grupo de partidos que hacen la oposición a la Revolución Bolivariana del PSUV y sus aliados del Gran Polo Patriótico. Está conformado por tendencias de progresismo, democristianos y principalmente socialdemócratas.
Fue creado formalmente el 4 de octubre de 1999 en Caracas y reestructurado el 8 de marzo de 2003.
El Tribunal Supremo de Justicia inhabilitó a Poder Laboral de participar en las elecciones presidenciales de 2018, posteriormente fue cancelado por el CNE.

## Historia

### Coalición a la MUD
A mediados de 2006, cuando la oposición venezolana se preparaba para la elección presidencial de ese año, se comienza a discutir la presentación de una candidatura única de oposición, entre los principales precandidatos que discutían esa posibilidad se encontraban Teodoro Petkoff, Julio Borges, Reina Sequera y Manuel Rosales, resultando este último favorecido para presentar su candidatura como la unitaria por medio del consenso.

### Acuerdo con la MUD
El 23 de enero de 2008, en conmemoración del 50 aniversario del retorno de la democracia a Venezuela, luego del derrocamiento del General Marcos Pérez Jiménez por adecos, comunistas, copeyanos, Unidos Por Venezuela y Urdistas, los principales partidos políticos opositores se reunieron en el Ateneo de Caracas con el fin de suscribir un documento con el cual se comprometían a cumplir una serie de objetivos nacionales y su visión de país. El acuerdo fue propuesto por el entonces Secretario General Nacional de COPEI Luis Ignacio Planas en el marco del aniversario de esa organización política a comienzos del mes de enero del 2008.
El acuerdo que dio origen a la Unidad Democrática fue firmado por los partidos Acción Democrática, COPEI, Bandera Roja, Primero Justicia, Proyecto Venezuela, Un Nuevo Tiempo, Poder Laboral, La Causa Radical, Alianza Bravo Pueblo, Movimiento al Socialismo y Vanguardia Popular; los políticos firmantes por cada organización fueron Omar Barboza (UNT), Reina Sequera (PL) Víctor Bolívar (AD), Carlos Ocariz (PJ), Antonio Ledezma (ABP), Gabriel Puerta (BR), Luis Ignacio Planas (COPEI), Alfredo Catalán Shick (PRVZL), Alfredo Ramos (LCR), José Antonio España y Nicolás Sosa (MAS) y Rafael Venegas (VP).

### Separación de la MUD
El 16 de diciembre de 2012, luego de las elecciones primarias, se tomó la decisión de la separación de Poder Laboral de la Mesa de la Unidad Democrática.

## Elecciones

### En gráficos

#### Presidenciales
|  | 0.47 % |

|  | 0.02 % |

#### Parlamentarias
|  | 0.2 % |

|  | 0.579 % |

#### Regionales
| Año  | # de votos | % de votos | Gobernaciones obtenidas (PL) |
| ---- | ---------- | ---------- | ---------------------------- |
| 2008 | 1.053.285  | 7.23%      | 1/22                         |
| 2010 | 1.578      | 1.07%      | 0/2                          |
| 2012 | 44.747     | 1.84%      | 0/23                         |
| 2017 | 237.369    | 0.67%      | 0/23                         |